# Mur (Poronin)
Mur – przysiółek wsi Poronin w Polsce, w województwie małopolskim, w powiecie tatrzańskim, w gminie Poronin.
W latach 1975–1998 miejscowość administracyjnie należała do województwa nowosądeckiego.